# Dominique Parrish
Dominique Olivia Parrish (ur. 5 listopada 1996) – amerykańska zapaśniczka walcząca w stylu wolnym. Paryża 2024, gdzie zajęła jedenaste miejsce w kategorii do 53 kg. Złota medalistka mistrzostw świata w 2022 roku. 
Triumfatorka mistrzostw panamerykańskich w 2022 roku. Zawodniczka Simon Fraser University.